# Nyssodrysternum reticulatum
Nyssodrysternum reticulatum là một loài bọ cánh cứng trong họ Cerambycidae.